# Minority Report
Minority Report er en amerikansk science fiction-film fra 2002, instrueret af Steven Spielberg og baseret på en novelle af Philip K. Dick. Den har Tom Cruise i hovedrollen som politimanden John Anderton, der i en nær fremtid arbejder med at opklare mord før de bliver begået.

## Medvirkende
- Tom Cruise – Officer John Anderton
- Colin Farrell – Danny Witwer
- Samantha Morton – Agatha
- Max von Sydow – Lamar Burgess
- Lois Smith – Dr. Iris Hineman
- Peter Stormare – Dr. Solomon Eddie
- Tim Blake Nelson – Gideon
- Kathryn Morris – Lara Clarke
- Neal McDonough – Fletcher

## Taglines
- What would you do if you were accused of a murder, you had not committed... yet?
- Everybody Runs
- The system is perfect until it comes after you.